# Top (Unix)

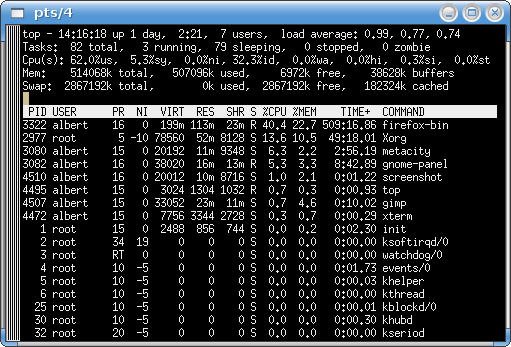
Exemple d'execució de l'ordre top.

En la majoria de sistemes operatius Unix-like, l'ordre top mostra una llista dels processos que s'executen en temps real. A diferència d'ordres com ps, la llista s'actualitza regularment i per defecte es mostren ordenats per ordre descendent del percentatge d'ús de la CPU, i així es pot veure els processos que més CPU consumeixen (top consumer processes).
L'ordre mostra la quantitat de CPU i de memòria que utilitzen, així com altres informacions referents als processos en execució. Algunes versions de la comanda top permeten configurar els resultats mostrats per l'ordre (per exemple canviar l'ordre de les columnes, l'ordenació, etc.).
L'ordre top és molt útil per als administradors de sistemes perquè permet localitzar els processos que consumeixen més recursos en un moment determinat.

## Història
L'ordre top està inspirada per la comanda monitor process/tocpu dels sistemes operatius OpenVMS. William LeFebvre va escriure la primera implementació de la comanda top l'abril de 1984 per al sistema operatiu BSD 4.1 quan era estudiant de la Rice University. La comanda va ser alliberada com a projecte de programari lliure sota la llicència BSD, i es pot utilitzar en múltiples sistemes operatius propietaris basats en UNIX i BSD.
L'orde top ha estat tornada a implementar diverses vegades per a diferents sistemes operatius i diferents llicències. Al sistema operatiu IBM AIX una versió avançada de top va ser introduïda en la versió AIX 4.3 al 1999, anomenada topas.
La primera versió de top per a GNU/Linux va ser escrita per Roger Binns; la versió més recent de James C. Warner vé amb el paquet procps, tal com podem veure en la següent seqüència de comandes per a sistemes Debian:
```
$ which top 
/usr/bin/top
$ dpkg -S /usr/bin/top

procps
: /usr/bin/top
```